# Marie de Bourbon (prieure de Poissy)
Pour les articles homonymes, voir Marie de Bourbon.
Marie de Bourbon était une prieure de Saint-Louis de Poissy. Elle était la sœur de Jeanne de Bourbon, l'épouse de Charles V. Elle mourut en 1402 et fut inhumée dans son monastère. 
Une statue la représentant a été déposée dans la Basilique Saint-Denis. Elle est exposée au Louvre depuis 1955. 

## Source
- Georges d'Heylli, Les Tombes royales de Saint-Denis : histoire et nomenclature des tombeaux. Extraction des cercueils royaux en 1793. Ce qu'ils contenaient. Les Prussiens dans la basilique en 1871, 1872, p. 166.